# 마나베 히카루
마나베 히카루(일본어: 眞鍋 旭輝, 1997년 10월 17일~)는 일본의 축구 선수이다.

## 구단 경력
그는 2020년 J2리그의 레노파 야마구치 FC에 입단했다. 2022년까지 58경기에 출전. 2023년 J3리그의 테게바자로 미야자키로 이적했다.